# 双泉镇 (陇西县)
双泉镇，是中华人民共和国甘肃省定西市陇西县下辖的一个乡镇级行政单位。
2017年，甘肃省民政厅批复同意撤销双泉乡，设立双泉镇。

## 行政区划
双泉镇下辖以下地区：
碥羊口村、胡家门村、牛家门村、何家沟村、高家湾村、西岔湾村、王家岔村和林家洼村。